# Fondo estocástico de ondas gravitatorias
El fondo estocástico de ondas gravitacionales (del inglés gravitational wave background o también GWB y stochastic background) es un hipotético evento a detectar donde se emitieron ondas gravitatorias durante el comienzo del universo. La detección de un fondo de este tipo tendría un profundo impacto en el entendimiento de la cosmología de los principios del universo y la física de alta energía. Se piensa que este fondo estocástico se generó durante los primeros 10-36 a 10-32 segundos después del Big Bang, aproximadamente al final de la época de la gran unificación y durante la época de la inflación cósmica.
Se espera que el universo pudo haber emitido tales ondas en sus condiciones iniciales en base al descubrimiento de las emisiones de ondas gravitacionales de otras fuentes astrofísicas que pueden crear un fondo estocástico de ondas gravitacionales. Por ejemplo, una estrella bastante masiva en la etapa final de su evolución se colapsará para formar o bien un agujero negro o una estrella de neutrones en el rápido colapso durante los momentos finales de un explosivo evento de supernova, que puede conducir a estas formaciones, las ondas gravitacionales teóricamente pueden ser entonces liberadas.  Además, en estrellas de neutrones de rápida rotación hay toda una clase de inestabilidades impulsadas por la emisión de ondas gravitacionales.

## Detección
Los esfuerzos para detectar el fondo de ondas gravitacionales están en curso. El 11 de febrero de 2016, las colaboraciones LIGO y VIRGO anunciaron la primera detección y observación de las ondas gravitacionales, que tuvo lugar en septiembre de 2015. En este caso particular, dos agujeros negros se habían topado para producir ondas gravitacionales detectables. Este fue el primer paso para el descubrimiento de la GWB.
El 28 de junio de 2023, la colaboración del Observatorio Norteamericano de Nanohercios para Ondas Gravitacionales (NANOGrav en inglés), anunció la detección directa de una GWB utilizando datos observacionales de un conjunto de púlsares. Ese mismo día también se publicaron observaciones del EPTA, el Observatorio Parkes y el CPTA, que aportaron más pruebas de la detección. Estas observaciones proporcionan la primera medida de la curva Hellings-Down, que describe la correlación entre dos púlsares en función de su separación angular en el cielo, y que es una señal reveladora del origen de ondas gravitacionales del fondo observado. El origen exacto de este fondo no está identificado por el momento, y requerirá nuevas observaciones para poner a prueba los distintos modelos.